# Zenzontla
Zenzontla är en ort i Mexiko.   Den ligger i kommunen Tuxcacuesco och delstaten Jalisco, i den södra delen av landet, 500 km väster om huvudstaden Mexico City. Zenzontla ligger 798 meter över havet och antalet invånare är 286.
Terrängen runt Zenzontla är kuperad åt nordost, men åt sydväst är den bergig. Zenzontla ligger nere i en dal. Runt Zenzontla är det mycket glesbefolkat, med 7 invånare per kvadratkilometer. Närmaste större samhälle är San Gabriel, 14,5 km nordost om Zenzontla. I omgivningarna runt Zenzontla växer huvudsakligen savannskog.